# Roigebrageldi
Les Roigebrageldi sont une spécialité culinaire d'Alsace (France) constituée de pommes de terre, de lardons, d'oignons, de beurre et de vin blanc, avec ou sans poireau. Plusieurs variantes culinaires existent selon les lieux.

## Variantes

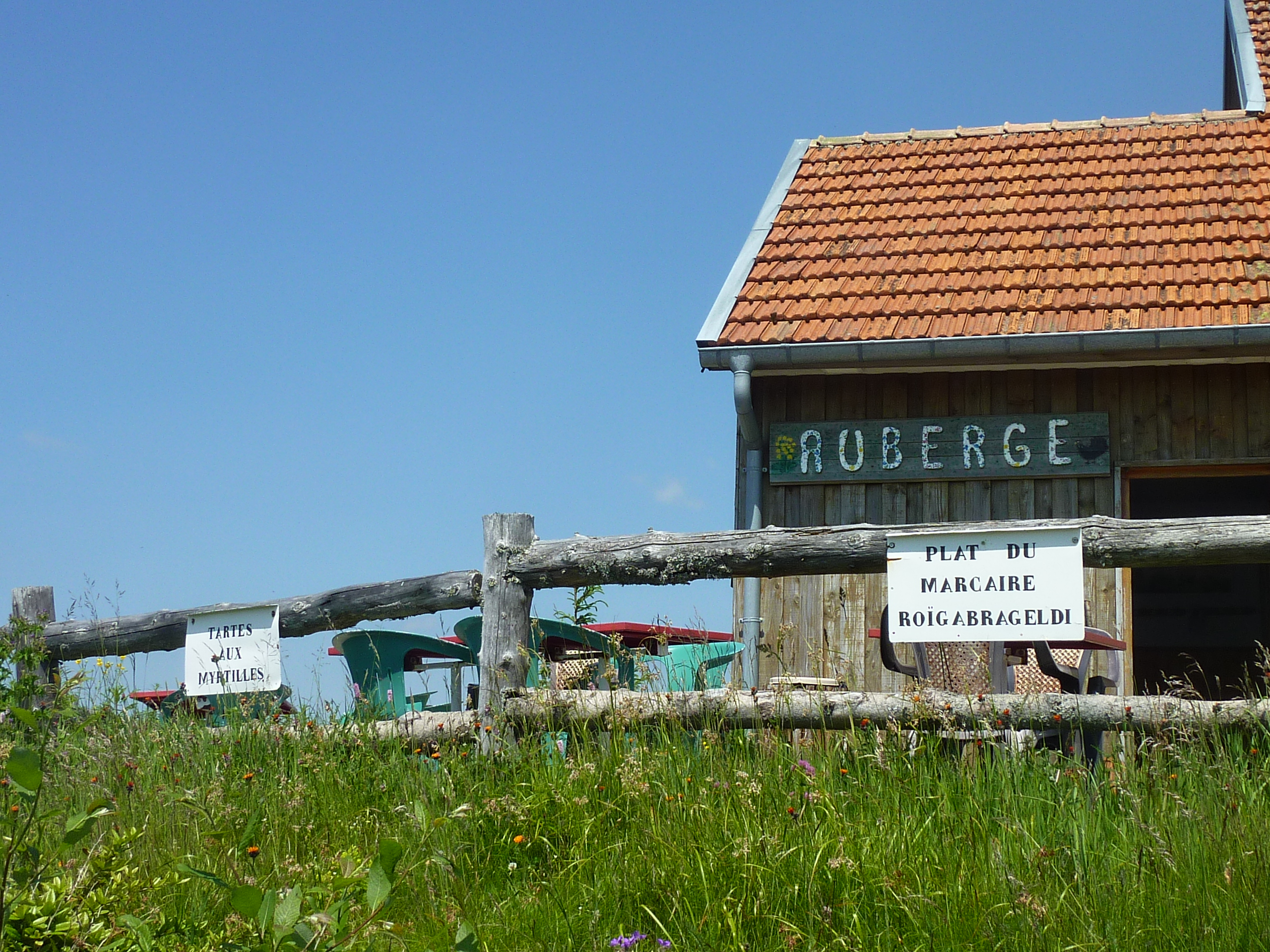
Un panneau annonçant le menu de Roigabrageldi à la Chaume du Gazon du Faing.

Variantes orthographiques alsaciennes
L'orthographe peut varier selon la région, étant donné que l'alsacien est un dialecte. On trouve donc :
- Ràuibragelda (à Mulhouse)
- Roibrageldi (à Colmar)
- Roïgabrageldi
- Roïgebrageldi
- Roïgebradeldi
- Roïgebraegeldi

Variante vosgienne
Le même plat que les Roigebrageldi existe dans les Vosges, mais porte un nom en patois vosgien : les « tofailles » à Gérardmer ou les « tofôlles » à La Bresse.

## Étymologie
Le mot tire son origine de « roi » (à Colmar) ou « ràui » (à Mulhouse) qui signifie « cru », et « ge-brageldi » (à Colmar) ou « ge-bragelda » (à Mulhouse)qui signifie « rissolés », avec ge = préfixe indiquant le participe passé du verbe « braga », « rissoller ».

## Recette
Le plat est une alternance de couches de pommes de terre, de lard, d'oignons et d'autres ingrédients. Il cuit pendant plusieurs heures à la marmite à l'étouffée. Le résultat est une sorte de purée épaisse, servie avec de la palette de porc fumée (proche du petit salé).

## Repas marcaire
Les Roigebrageldi sont un des plats typiques dans les fermes-auberges des chaumes des Hautes-Vosges (Firstmiss, Schmargult, Balveurche, etc., tenues par des Alsaciens) parmi le menu unique appelé « repas marcaire » dont voici le détail :
- pâté de viande en croûte,
- roigebrageldi accompagnés d’une pièce de porc fumée et de salade verte,
- fromage : munster fermier ou géromé,
- dessert au choix : tarte aux myrtilles ou fromage blanc de Munster au kirsch (eau de vie de cerise),
- boisson : vin blanc d'Alsace (pinot blanc, sylvaner ou riesling).